# Гатиан Турский
Гатиа́н (также Гациа́н, Катиа́н) (лат. Gatianus, Catianus, Gatianus, Gratianus, фр. Cassien, Gatien, Gratien; умер в III веке) — епископ Тура, почитается как христианский святой, день памяти — 18 декабря.

## Биография
Святой Гатиан был основателем епископской кафедры в Туре.
Согласно христианским историкам, во время правления императора Деция и Ветта Грата (Vettus Gratus) папа римский Фабиан отослал семь епископов из Рима в Галлию на проповедь Евангелия: Гатиана — в Тур, Трофима — в Арль, Павел Нарбоннский — в Нарбонну, Сатурнина — в Тулузу, Дионисия — в Париж, Астремония — в Клермон и Марциала — в Лимож. Христианская община уже существовала много лет в Лионе, где епископом был Ириней.
Гатиан посвятил половину столетия на проповедь христианства в Туре, вопреки сопротивлению местных язычников. Ему удалось сплотить последователей около себя, и они ходили по стране и основывали храмы. К его кончине епархия в Туре была уже прочна.
Как и прочих основателей семи церквей Галлии, особенно Марциала, Гатиана стали относить в более позднем христианском предании к «семидесяти двум ученикам Христа», утверждая, что он был послан в Галлию ещё в I столетии, непосредственно апостолом Петром. Другие детали его биографии, хотя их и непросто опровергнуть, в значительной степени легендарны. Григорий Турский, писавший в VI веке, является более надежным источником для немногих биографических деталей относительно его предшественника. Согласно историку Луи Дюшену (Christian Worship: Its Origin and Evolution), предание, сохранившееся в Туре, предоставило Григорию лишь имя Гатиана и, возможно, данные о 50 годах его правления.
По преданию, св. Мартин Милостивый, епископ Турский, приходил молиться на могилу св. Гатиана.